# Iglesia de la Sagrada Familia (Orange)
La Iglesia de la Sagrada Familia  (en inglés: Church of the Holy Family in Orange) es una iglesia de la Diócesis de Orange. Está localizada en Orange, California. 
La parroquia fue establecida en octubre de 1921, por el Padre. Francis Burelbach que sirvió como primer pastor. El edificio actual de la iglesia fue dedicado el 8 de enero de 1961. Ha servido como iglesia catedral de la Diócesis de Orange que fue erigida en 1976. Fue sustituida por la Catedral de Cristo en 2019. Actualmente será como parroquia.